# Bataille de White Hall
Guerre de Sécession
Batailles
Théâtre oriental
- Virginie-occidentale
- Manassas
  - 1re Bull Run
- 1re Virginie Septentrionale
- Burnside Expedition
- Péninsule
- Sept Jours
  - Gaines's Mill
  - Malvern Hill
- 1re Shenandoah valley
- 2de Virginie Septentrionale
  - 2de Bull Run
- Maryland
  - Antietam
- Fredericksburg
- Tidewater
- Chancellorsville
  - Chancellorsville
- Pennsylvanie
  - Gettysburg
- Bristoe
- Mine Run
- Campagne terrestre
  - Wilderness
  - Spotsylvania
  - Cold Harbor
- Bermuda Hundred
- 2de Shenandoah valley
  - Opequon
  - Cedar Creek
- Petersburg
- 1re Wilmington
- 2de Wilmington
- Appomattox
  - 3e Petersburg
  - Sayler's Creek
  - Appomattox C.H.

Théâtre occidental
- East Kentucky
- Shiloh
  - Fort Henry
  - Fort Donelson
  - Shiloh
- Kentucky
- Raid de Newburgh
  - Perryville
- Stones River
  - Murfreesboro
- Vicksburg
  - Champion Hill
  - Vicksburg
- Raid de Morgan
- Raid de Hines
- Tullahoma
- Chickamauga
- Chattanooga
- Knoxville
- Raid Forrest
- Atlanta
- Franklin-Nashville
- Savannah
- Carolines
  - Bentonville
- Raid de Wilson

Théâtre Trans-Mississippi
- Arizona confédéré
  - 1re Messilla
- Missouri
  - Wilson's Creek
- Territoire indien
- Trail of Blood on Ice
- Nouveau-Mexique
- Boston Mountains
- Pea Ridge
- 1re Texas
- Little Rock
- 2de Texas
- Camden
- Red River
- Raid de Price
- Palmito Ranch

Théâtre du bas littoral et approche du golfe
- Fort Sumter
- Blocus de l'Union
- 1re Bayou Teche
- Mississippi valley
  - Port Hudson
- Charleston
- 2de Bayou Teche
- Mobile Bay
- Mobile

La bataille de White Hall, aussi appelée bataille de White Hall Ferry, s'est déroulée le 16 décembre 1862, dans le comté de Wayne, Caroline du Nord, lors de l'expédition de l'Union à Goldsboro, Caroline du Nord, pendant la guerre de Sécession.

## Bataille
Le 15 décembre 1862, les troupes de l'Union du brigadier général John G. Foster atteignent White Hall où le brigadier général Beverly Robertson a pris le commandement de la milice confédérée tenant la rive nord de la rivière Neuse. Quelques escarmouches surviennent quand les fédéraux positionnent les unités d'artillerie sur une colline surplombant la ville et les défenses confédérées.
Selon le rapport des commandants de l'Union, les fédéraux font une démonstration contre les confédérés pendant la majeure partie de la journée du 16 décembre 1862, tentant de les fixer sur leurs positions, pendant que la colonne principale de l'Union poursuit vers la voie ferrée.

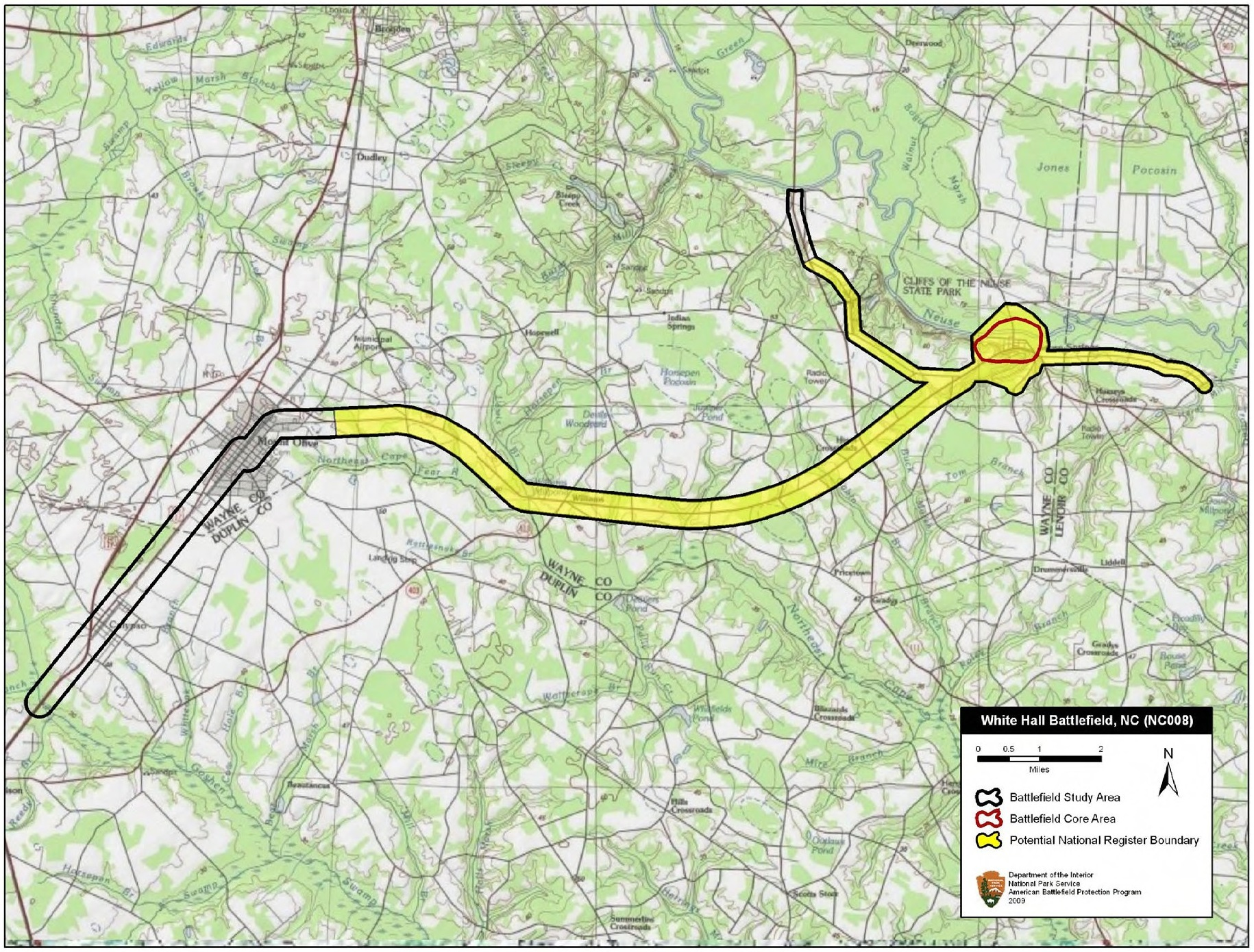
Plan du site de la bataille (en rouge) et de la zone d'étude de l'American Battlefield Protection Program.

Les historiens locaux récusent cette explication, affirmant que l'un des objectifs de l'Union dans la campagne de Goldsboro (appelée aussi raid de Foster) était de détruire un ironclad bélier que les confédérés construisaient sur la rive nord de la rivière Neuse à cet endroit. Ce navire (le CSS Neuse) est l'un des quelques navires identiques construits dans des localités en amont dans le Sud, leur objectif étant de briser le blocus naval de l'Union. Seul un de ces bateaux, le CSS Albemarle (en), a été achevé à temps pour couler plusieurs navires de l'Union à New Bern, en Caroline du Nord, et briser le blocus de l'Union au printemps et à l'été 1864.
Le plan de l'Union est de prendre le pont à Whitehall (de nos jours Seven Springs), de détruire le CSS Neuse, et de poursuivre par la route la plus courte pour détruire la voie ferrée à Goldsboro. Les confédérés ont une position défensive supérieure, et ils brûlent le pont pour empêcher les forces de l'Union de traverser. Les fédéraux bombardent la ville pendant la plupart de la journée du 16 décembre 1862 par un tir d'artillerie qui vise à détruire les défenses confédérées et le navire. Pendant ce temps, l'infanterie de l'Union tire sur les confédérés qui défendent le navire. La tradition locale dit que l'artillerie de l'Union a tiré trop haut toute la journée, parce que la rive sud de la rivière (où se trouvent les fédéraux) est vraiment plus haute que la rive nord, alors que la rivière crée une illusion selon laquelle les rives semblent être au même niveau.[réf. souhaitée]
La tradition dit aussi que parmi les victimes confédérées se trouvent deux adolescents noirs libres, combattant avec la milice locale.[réf. souhaitée]
Pendant les deux jours de la bataille, l'artillerie de l'Union rase la ville et endommage le CSS Neuse, dont les travaux ont été retardés (il sera sabordé en 1865). La tradition dit que plusieurs civils se sont réfugiés dans une prison en pierre, qui a été finalement détruite par les tirs de l'artillerie.[réf. souhaitée]
Vers la tombée de la nuit du 16 décembre 1862, craignant d'être pris entre des forces confédérées de Kinston et d'autres censées venir de Goldsboro, les fédéraux abandonnent leur projet de traverser la rivière à Whitehall et se retirent vers l'ouest. Ils traversent la Neuse entre Whitehall et Mount Olive, et continuent le combat à Goldsboro.

## Conséquences
Les deux camps revendiquent la victoire. Le New York Herald publie un gros titre annonçant la prétendue victoire, comme plusieurs régiments de New York ont pris part au combat. Les hommes de l'Union revendiquent la victoire parce qu'ils ont infligé de sérieux dégâts au CSS Neuse. Néanmoins, les confédérés pensent avoir gagné, puisqu'ils ont infligé plus de pertes aux attaquants qu'ils en n'ont subi, et empêché les Yankees de traverser la rivière, et évité la destruction de la canonnière.
Le CSS Neuse est terminé tardivement au cours de la guerre, mais il fait une course autour d'un banc de sable avant d'atteindre la mer et doit être sabordé pour éviter d'être capturé.

## Sources
- National Park Service battle description
- CWSAC Report Update